# Rattanawapi (huyện)
Rattanawapi (tiếng Thái: รัตนวาปี) là một huyện (amphoe) của tỉnh Nong Khai, đông bắc Thái Lan.

## Địa lý
Các huyện giáp ranh (từ phía đông theo chiều kim đồng hồ) là Pak Khat, So Phisai, Fao Rai và Phon Phisai của tỉnh Nong Khai, và tỉnh Bolikhamxai của Lào.

## Lịch sử
Tiểu huyện (King Amphoe) được tách ra from Phon Phisai district ngày 1 tháng 4 năm 1995.
Theo quyết định của chính phủ Thái Lan ngày 15 tháng 5 năm 2007, tất cả 81 tiểu huyện đều được nâng thành huyện. Với việc đăng công báo hoàng gia ngày 24 tháng 8, việc nâng cấp thành chính thức.

## Hành chính
Huyện này được chia thành 5 phó huyện (tambon), các đơn vị này lại được chia ra thành 61 làng (muban). Không có đô thị (thesaban) ở huyện này, có 5 Tổ chức hành chính tambon.
| STT | Tên              | Tên tiếng Thái | Số làng | Dân số |  |
| --- | ---------------- | -------------- | ------- | ------ |  |
| 1.  | Rattanawapi      | รัตนวาปี         | 12      | 7.699  |  |
| 2.  | Na Thap Hai      | นาทับไฮ         | 10      | 8.219  |  |
| 3.  | Ban Ton          | บ้านต้อน         | 9       | 3.775  |  |
| 4.  | Phra Bat Na Sing | พระบาทนาสิงห์    | 17      | 11.044 |  |
| 5.  | Phon Phaeng      | โพนแพง         | 13      | 6.183  |  |